# Być jak Flynn
Być jak Flynn (ang. Being Flynn) – amerykański film obyczajowy z 2012 roku oparty na scenariuszu i reżyserii Paula Weitza. Wyprodukowany przez Focus Features.
Premiera filmu miała miejsce w Stanach Zjednoczonych 2 marca 2012 roku.

## Opis fabuły
Nick Flynn (Paul Dano) jest młodym pisarzem i poetą, który szuka własnej drogi. Tęskni za matką, która popełniła samobójstwo. Chłopak podejmuje pracę w schronisku dla bezdomnych. Tam spotyka ojca Jonathana (Robert De Niro), który jako młody pisarz porzucił przed laty rodzinę.

## Obsada
- Robert De Niro jako Jonathan Flynn
- Julianne Moore jako Jody Flynn
- Paul Dano jako Nick Flynn
- Liam Broggy jako młody Nick
- Olivia Thirlby jako Denise
- Lili Taylor jako Joy
- Dale Dickey jako Marie
- Victor Rasuk jako Gabriel
- Wes Studi jako kapitan
- Katherine Waterston jako Sarah